# Heidi M.
Heidi M. ist ein Film von Michael Klier aus dem Jahr 2001. In der Hauptrolle spielt Katrin Sass eine Frau, die sich nach der Trennung eine zweite Lebenschance erarbeiten will. Der Film kam am 29. März 2001 in die Kinos.

## Handlung
Heidi M. ist um die 50 Jahre alt und führt einen Ost-Berliner Kiosk. Obwohl sich dieser großer Beliebtheit erfreut, fühlt sich Heidi einsam. Seitdem ihr Ex-Mann sie für eine Jüngere verlassen hat, ist Heidi Single. Die Situation verschlimmert sich noch, als ihre Tochter Annabel für ein Jahr nach Australien geht und ihr Ex-Mann heiratet. Jegliche Versuche, aus ihrem Leben auszubrechen, scheitern.
In dieser Situation lernt sie den in etwa gleichaltrigen, alleinerziehenden Franz kennen, der sich in einer ähnlichen Situation befindet. Die Annäherung ist jedoch nicht leicht. Heidi hat an einem „Abenteuer“ kein Interesse mehr – etwas „Ernstes“ hingegen scheint sie derzeit zu überfordern.

## Kritik
Das Lexikon des internationalen Films urteilte, Heidi M. sei ein „eindringlicher Film über Einsamkeit und eine zweite Lebenschance, über das Streben nach Glück und die Hindernisse, die sich die Menschen oft selbst in den Weg legen“. Die Geschichte werde „in unaufdringlichen Bildern erzählt“ und erzeuge „große emotionale Nähe zu den Figuren, auch wenn er sich manchmal in standardisierten Szenenaufbauten verfängt“. Hervorgehoben wurde die Leistung von Katrin Sass.

## Auszeichnungen
Katrin Sass wurde beim Deutschen Filmpreis 2001 mit der „Lola“ als beste Hauptdarstellerin ausgezeichnet, zudem war Franziska Troegner als beste Nebendarstellerin nominiert. 2002 erhielt Sass außerdem den Preis der deutschen Filmkritik. Im gleichen Jahr war der Film darüber hinaus für den Adolf-Grimme-Preis nominiert.